# Schloss Altenhausen

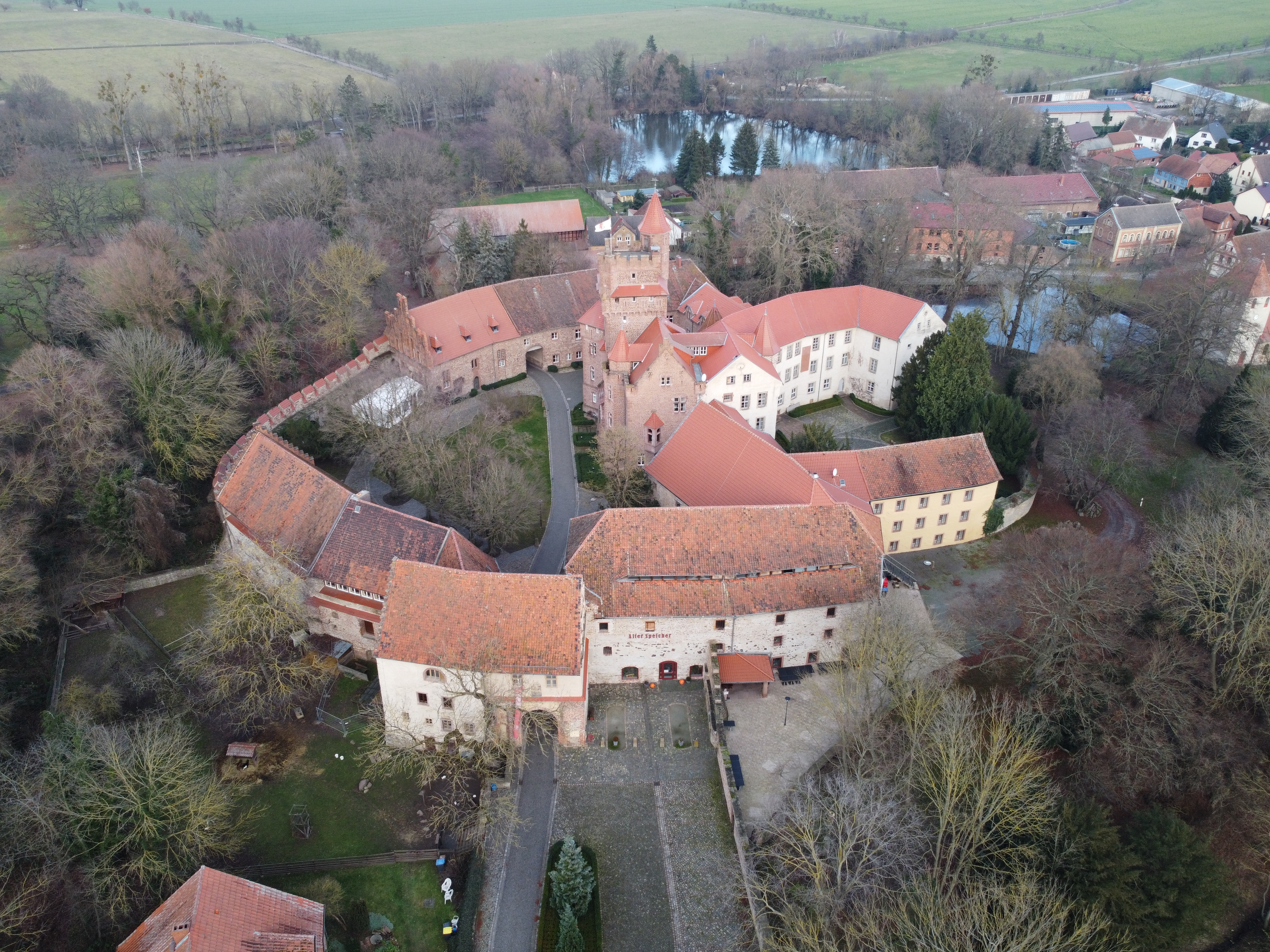
Schloss Altenhausen im Luftbild von Südwesten

Das Schloss Altenhausen ist ein Schloss in Altenhausen in Sachsen-Anhalt.

## Lage
Das Schloss liegt im nördlichen Teil des Dorfes. Nach Norden und Westen erstreckt sich ein Schlosspark. Das Schloss selbst besteht aus einer runden Kernburg mit einem Wohnhaus im Stil der Renaissance, an das ein hoher neogotischer Palas mit eingebautem Bergfried anschließt. Westlich vor der Kernburg liegt ein Wirtschaftshof mit Gebäuden aus der Spätgotik, dem Barock und dem Historismus. Die Gebäude stehen dabei auf der mittelalterlichen Ringmauer.

## Geschichte

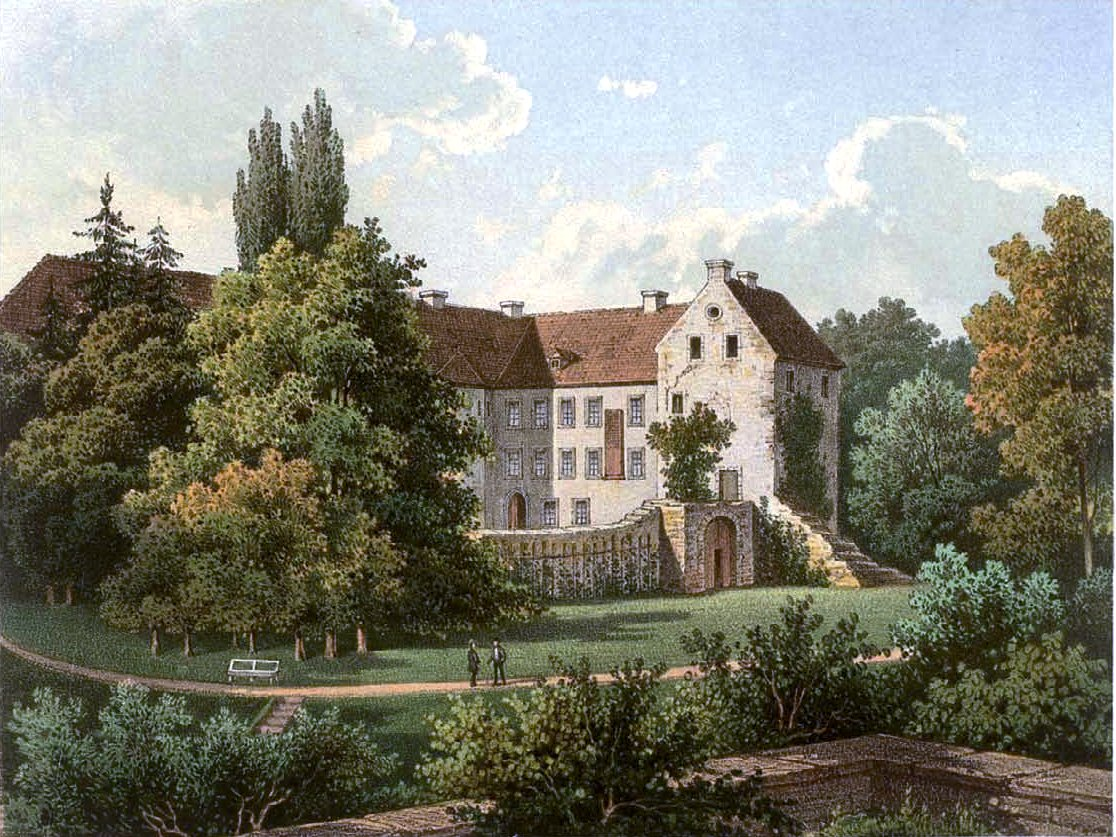
Schloss Altenhausen um 1860, Sammlung Duncker

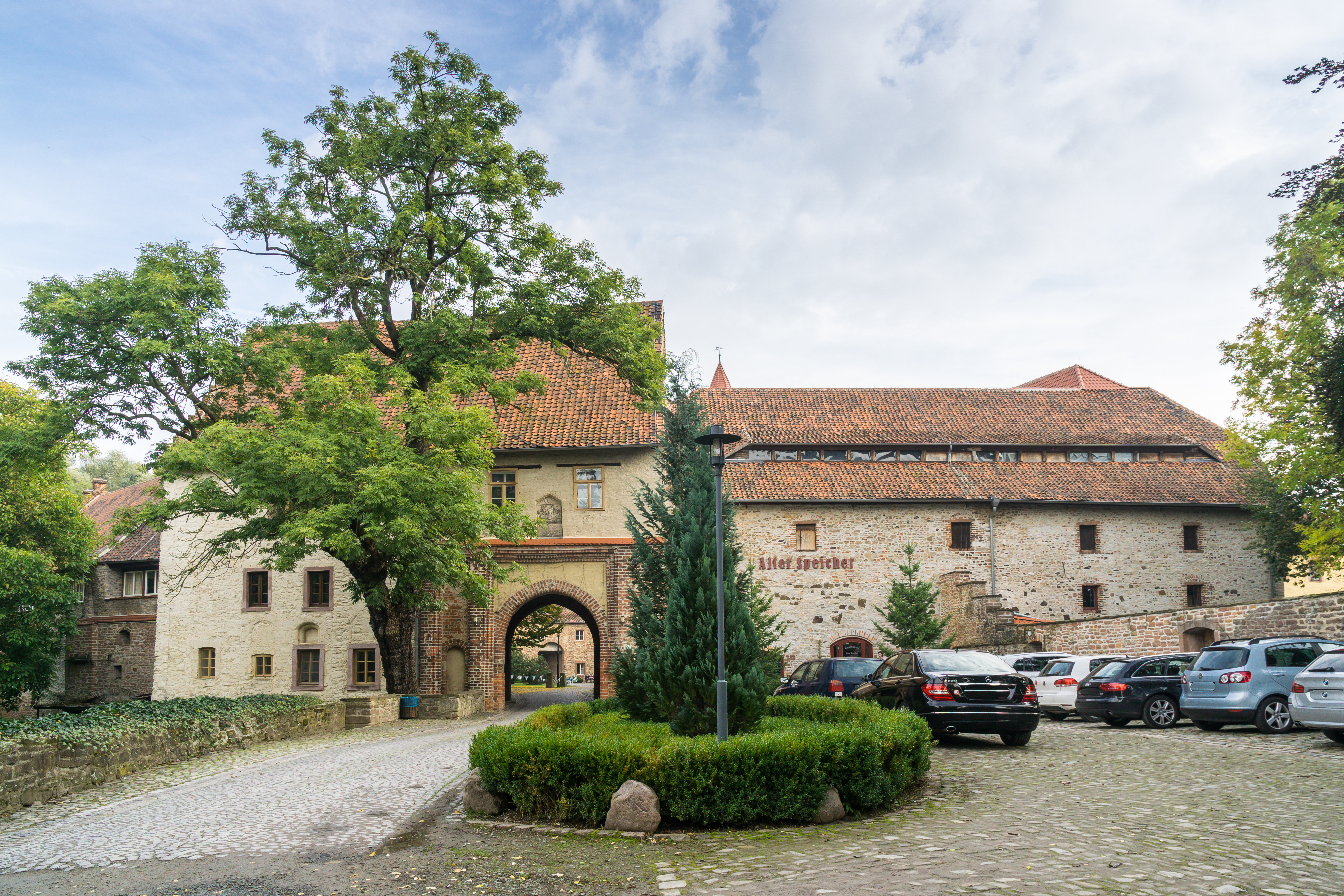
Gotisches Torhaus (Andreastor)

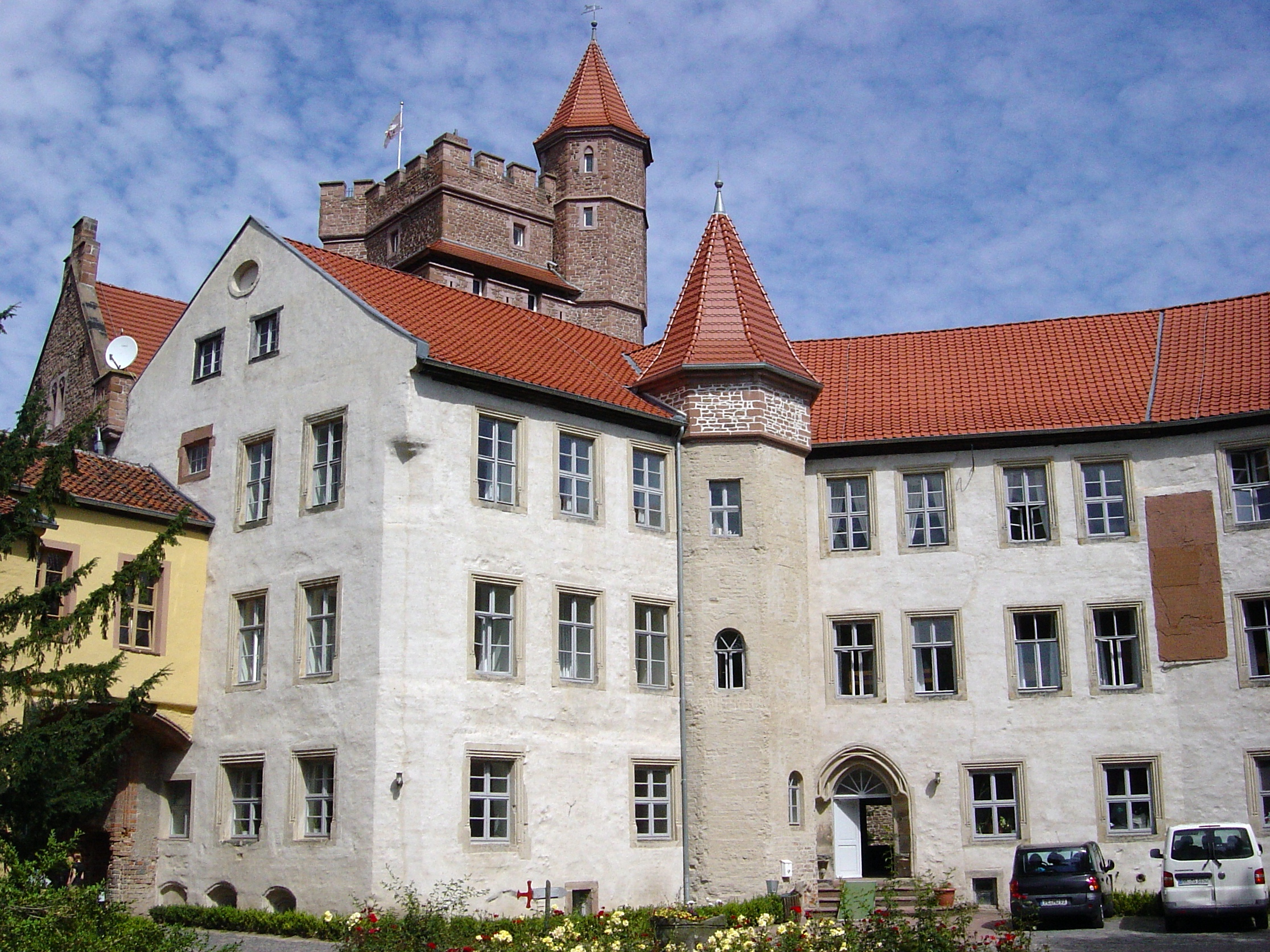
Renaissancebau

Das heutige Schloss ging aus einer Niederungsburg hervor, die bereits im 11. oder 12. Jahrhundert entstanden war und ihrerseits möglicherweise bereits auf Vorgängerbauten beruhte. Eine erste urkundliche Erwähnung der Burg erfolgte 1303. Bereits Mitte des 13. Jahrhunderts war das Geschlecht der ursprünglich in der Burg ansässigen Grafen von Altenhausen ausgestorben. Sowohl die Herzöge von Braunschweig als auch die Erzbischöfe von Magdeburg bemühten sich, die Burganlage in Besitz zunehmen. Zunächst konnten sich die Braunschweiger durchsetzen.
1351 wurde die Burg im Zuge einer Ritterschaftsfehde zwischen der Stadt Magdeburg und dem erzstiftlichen Adel von Magdeburger Truppen erobert und völlig vernichtet. Die Burg wurde von braunschweigischer Seite wieder aufgebaut. Nach Wiederaufbau und dem Tod des Herzogs von Braunschweig wurde 1368 durch den Magdeburger Erzbischof die Herausgabe der Burganlage gefordert, jedoch verweigert. 1370 kam es zu einer gewaltsamen Auseinandersetzung, in deren Ergebnis der Magdeburger Erzbischof Albrecht von Sternberg die Burg in Besitz nahm. Allerdings verpfändete er die Burg Altenhausen dann für 12.000 Mark Silber an ein braunschweigisches Rittergeschlecht. Die Ritter unternahmen von hier jedoch Raubzüge gegen das Erzstift. Bereits 1371 mussten sie die Burg als Schadensersatz wieder zurückgeben. Der Erzbischof Peter Jelito trat im Jahr 1377 die Anlage an Kaiser Karl IV. ab. 13 Jahre später fiel sie erneut an den Erzbischof. In kurzem Wechsel erfolgten dann diverse Belehnungen und Verpfändungen an braunschweigischen oder magdeburgischen Adel.
Ab dem Jahr 1485 gehörte die Burg der Familie von der Schulenburg. Die ältesten noch heute erhaltenen Gebäudeteile stammen aus dem 15. und 16. Jahrhundert. Im Dreißigjährigen Krieg wurde die Anlage durch einen Großbrand im Jahr 1625 stark beschädigt. Plünderungen und die Pest führten zu einer weitgehenden Vernichtung und Entvölkerung Altenhausens. Ein Wiederaufbau der zerstörten Trakte erfolgte durch Alexander von der Schulenburg (1616–1681) und seinen gleichnamigen Sohn, den Generalleutnant Freiherr Alexander von der Schulenburg, Ende des 17., Anfang des 18. Jahrhunderts. Das Dach des Renaissanceschlosses wurde vermutlich in einfacheren Formen erneuert, ebenso die Gebäude am Wirtschaftshof. Im Schloss befinden sich ein Rittersaal und stuckierte Salons.

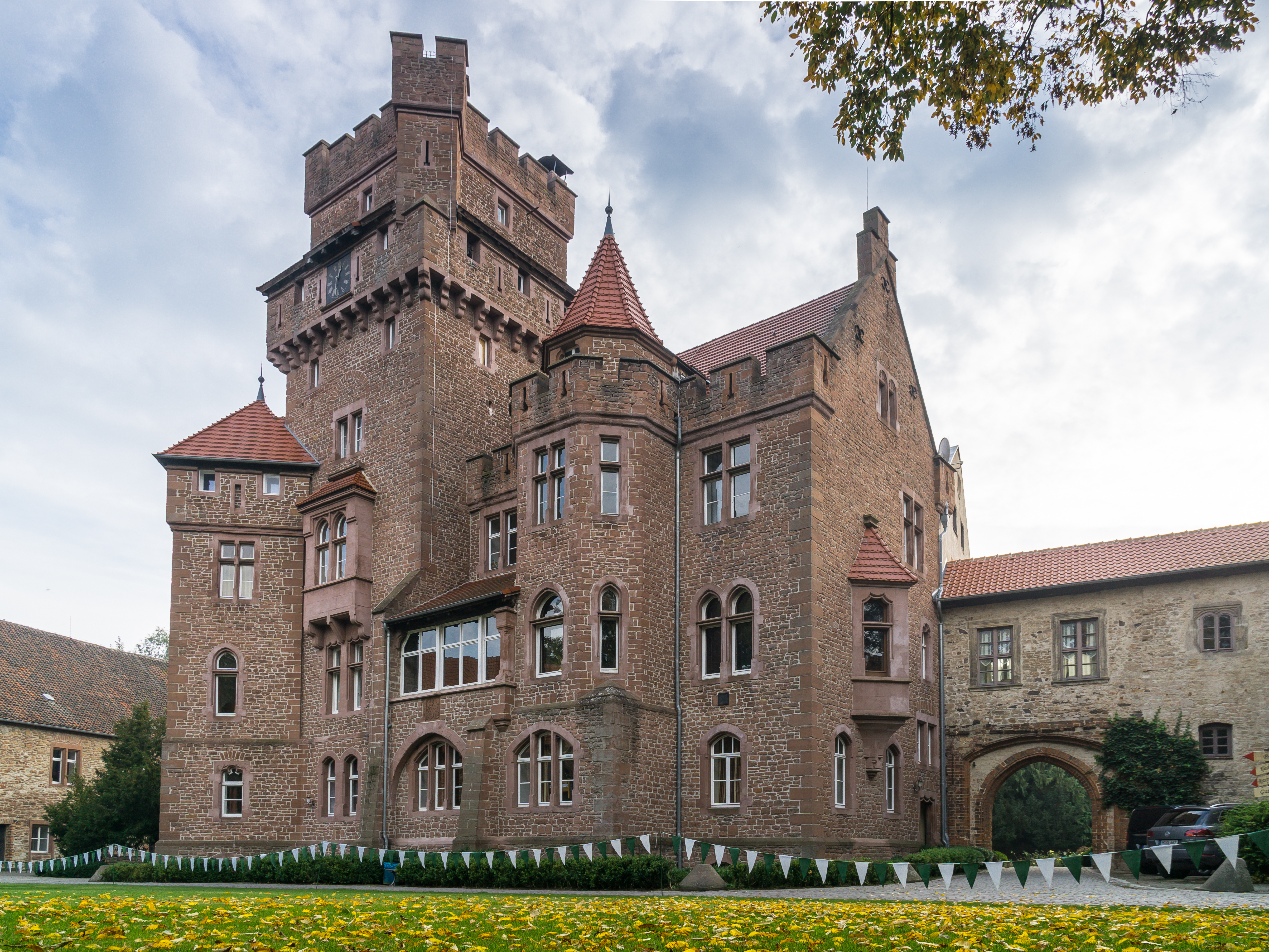
Historistischer Bau

Nach einem erneuten Brand am Anfang des 19. Jahrhunderts erfolgte 1834 eine Renovierung der Anlage. Seine heutige Erscheinung erhielt das Schloss durch einen burgartigen Anbau Ende des 19. Jahrhunderts, der 1901 abgeschlossen wurde. Der Umbau erfolgte im Stil des Historismus unter Verwendung von Rotsandstein durch den Architekten Ferdinand Schorbach aus Hannover. Nach dem Zweiten Weltkrieg erfolgte die Enteignung der Familie von Schulenburg durch die Bodenreform in der Sowjetischen Besatzungszone 1945.
Die Schlossanlage dient heute als Jugendherberge und Hotel. Reiterferien und andere Freizeitaktivitäten werden angeboten. Auch das Sinfonische Musikschulorchester Sachsen-Anhalt unter der Leitung von Alexander Ramm, hält im Schloss Altenhausen seine Probenphasen. Neben Ritterspielen und einer Zauberschule wächst die Zahl von Abendveranstaltungen.

## Architektur

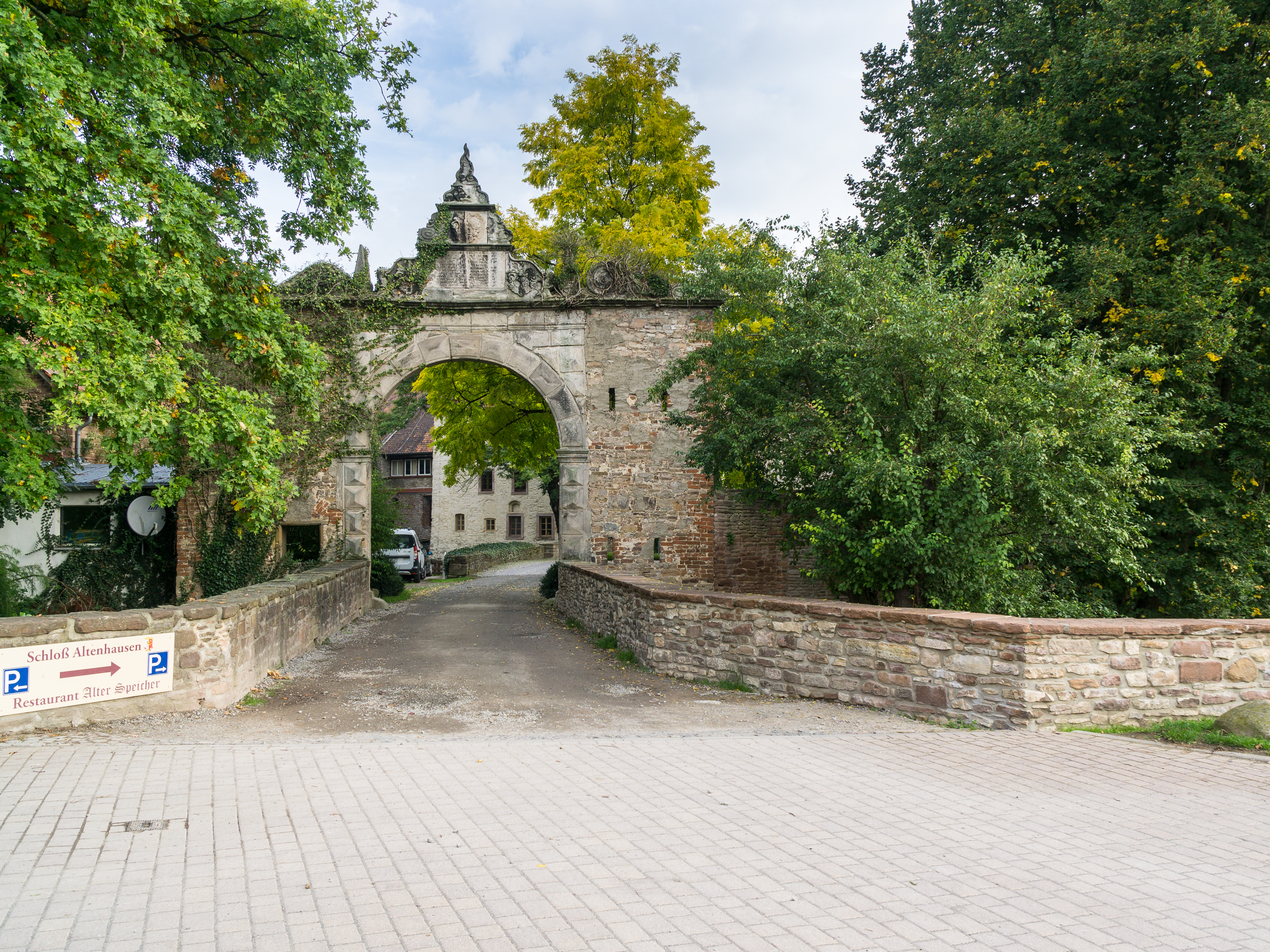
Alexandertor

Der Hauptzugang zur Anlage erfolgt durch das im Süden des Schlossbereiches gelegene Alexandertor, durch das man vom Dorf in den Schlossbereich gelangt. Es ist nach Alexander von der Schulenburg (1616–1681) benannt und entstand nach der am Tor befindlichen Datierung 1671 beim Wiederaufbau nach dem Dreißigjährigen Krieg. Das Tor ist aus Backstein errichtet und verputzt. Der Torbogen ist diamantgequadert. Über dem Tor befindet sich eine Inschriftentafel, darüber das Schulenburg’sche Wappen und beiderseits der Tafel zwei weitere Wappen (rechts das Bismarck’sche).
Nördlich des Alexandertores schließt sich der Vorhof an, an dessen nördlichem Ende man durch das als Andreastor bezeichnete Torhaus auf den Wirtschaftshof gelangt. Am Andreastor sind noch die Falze einer ursprünglich hier bestehenden Zugbrücke zu erkennen. Neben der eigentlichen Durchfahrt besteht noch eine Schlupfpforte. Über dem Tor befindet sich eine alte Tafel mit Doppelwappen und Inschrift.
Die Rundform des inneren Schlosses ist erhalten, ein schmaler Steg führt über den Burggraben zur Kirche.